# Hylarana lemairei
Hylarana lemairei är en groddjursart som först beskrevs av De Witte 1921.  Hylarana lemairei ingår i släktet Hylarana och familjen egentliga grodor. IUCN kategoriserar arten globalt som livskraftig. Inga underarter finns listade i Catalogue of Life.